# Ellen King
Ellen Elizabeth King, coniugata Macpherson e, successivamente, Pearson (Renfrew, 16 gennaio 1909 – Parkgate, 3 febbraio 1994), è stata una nuotatrice britannica.
Specializzata nel dorso ha vinto la medaglia d'argento nei 100 m dorso e nella staffetta 4x100 m sl alle olimpiadi di Amsterdam 1928.

## Palmarès
- Olimpiadi

Amsterdam 1928: argento nei 100 m dorso e nella staffetta 4x100 m sl.
- Europei

Bologna 1927: oro nella staffetta 4x100 m sl.